# Savigny-sous-Faye
Savigny-sous-Faye – miejscowość i gmina we Francji, w regionie Nowa Akwitania, w departamencie Vienne.
Według danych na rok 1990 gminę zamieszkiwały 283 osoby, a gęstość zaludnienia wynosiła 19 osób/km² (wśród 1467 gmin regionu Poitou-Charentes, Savigny-sous-Faye plasuje się na 728. miejscu pod względem liczby ludności, natomiast pod względem powierzchni na miejscu 588.).